# Renato Bertelli
Renato Bertelli (* 1900 in Lastra a Signa bei Florenz; † 1974 in Florenz) war ein italienischer Künstler des Futurismus, der dem Faschismus nahestand.

## Leben
Bekannt wurde er mit seiner Mussolini-Büste Profilo continuo / Dux von 1933. Er verband in dieser Skulptur aus schwarz bemalter Terracotta die Ideen des Futurismus von Energie, Bewegung, Simultanität und Geschwindigkeit. Sie zeigt das Profil Mussolinis um 360° um die Senkrechte rotiert, so dass es gleichzeitig in alle Richtungen blickt. Damit bezieht sich Bertelli ganz im Sinne der faschistischen Ideologie auf das antike Thema des Januskopfes und überträgt es in die moderne Maschinenästhetik und Dynamik des Futurismus.
Mussolini hatte die Skulptur als offizielles Porträt anerkannt und so wurde sie vielfach in unterschiedlichsten Größen und Materialien reproduziert, vorwiegend in Metall, aber etwa auch in Marmor. Sie sollte zunächst der Ausstattung der Case del Fascio, den Parteizentralen des Partito Nazionale Fascista dienen, gelangte aber auch in den freien Verkauf und wurde mit der Inschrift ESPOSIZIONE UNIVERSALE ROMA 1942 - XX als Souvenir für die Weltausstellung 1942 in Rom produziert, die wegen des Kriegseintrittes Italiens aber nicht stattfand.
Ein Exemplar dieser Skulptur ist im Museo di arte moderna e contemporanea di Trento e Rovereto zu sehen. Dieses Museum widmet sich in einer eigenen Abteilung dem Studium des Futurismus. Ein zweites Exemplar der originalen Terracotta-Ausführung befindet sich im Imperial War Museum in London.